# Sannicandro di Bari
Sannicandro di Bari község (comune) Olaszország Puglia régiójában, Bari megyében.

## Fekvése
Baritól délre fekszik, a Murgia-fennsíkon.

## Története
A mai település helyén az ókorban egy Mezardo nevű falu állt, melyet valószínűleg a Magna Graeciában megtelepedő görögök alapítottak. A Nyugatrómai Birodalom bukása után castrum Mezardi néven élt tovább. A II. Kónsztasz bizánci császár vezette seregek elpusztították, de a 8. században egy csoport szerzetes újjáépítette. Nevét a Szent Nikandrosznak szentelt temploma után változtatták meg Sannicandródra.

## Népessége
A lakosság számának alakulása:

## Főbb látnivalói
- Santa Maria dell’Assunta-templom - a 19. század elején épült.
- Castello Normanno-Svevo - 1071-ben kezdték építeni, amikor a normannok meghódították Puglia.